# Güllerin Savaşı
Güllerin Savaşı (en español: Guerra de Rosas) es una serie de televisión turca de 2014, producida por Med Yapım y emitida por Kanal D.

## Argumento
Gülru nació en uno de los barrios pobres de Estambul y luego se crio en un barrio de clase alta, en una mansión donde su padre trabaja como jardinero. Desde pequeña, Gülru vive el sueño de ser como Gülfem, la señora de la casa. Ansiosa por convertirse en una diseñadora de moda como ella, el mundo de Gülru da un giro inesperado cuando Ömer, el antiguo amante de Gülfem se interesa por la joven. A medida que la tensión aumenta, Gülru se prepara para tomar el lugar de la mujer a la que ha admirado toda su vida. Sin embargo, Gülfem no tendrá miedo a enfrentarse. Una feroz batalla por el poder se desata entre los dos, afectando la vida de todos los demás.

## Reparto
- Damla Sönmez como Gülru Çelik.
- Canan Ergüder como Gülfem Sipahi.
- Barış Kılıç como Ömer Hekimoğlu.
- Sercan Badur como Cihan Sipahi.
- Yiğit Kirazcı como Mert Gencer.
- Arsen Gürzap como Cahide Hekimoğlu.
- Arif Pişkin como Şevket Hekimoğlu.
- Meltem Pamirtan como Mesude Çelik Yıldırım.
- Münire Apaydın como Mebrure Hekimoğlu.
- Zeynep Köse como Yonca Çelik.
- Feyza Civelek como Çiçek Çelik.
- Uğur Kurul como Taner Hekimoğlu.
- Berk Yaygın como Yener Yıldırım.
- Aslı İçözü como Halide Koklu.
- Pınar Afsar como Ayla Sipahi.
- Atilla Şendil como Salih Çelik.
- Güzin Alkan como Naciye Gencer.
- Turgay Tanülkü como Recep Gencer.
- İsmail Oral como İsmail.
- Çisem Çancı como Ceylan Gencer.
- Ceren Koç como Mine.
- Ayşe Akın como Duygu.
- Alma Terzic/Elena Viunova como Brooke.
- Serap Aksoy como Cahide Hekimoğlu (1-5).

## Temporadas
| Temporada | Temporada | Episodios | Rango de episodios | Emisión original        | Emisión original     |
| Temporada | Temporada | Episodios | Rango de episodios | Inicio                  | Final                |
| --------- | --------- | --------- | ------------------ | ----------------------- | -------------------- |
|           | 1         | 48        | 1 - 48             | 8 de julio de 2014      | 13 de junio de 2015  |
|           | 2         | 20        | 49 - 68            | 5 de septiembre de 2015 | 6 de febrero de 2016 |

## Transmisión
| País                                          | Cadena            | Cadena |
| --------------------------------------------- | ----------------- | ------ |
| Bandera de Irán                               | Gem TV            |        |
| Bandera de Emiratos Árabes Unidos             | MBC1              |        |
| Bandera de Bulgaria                           | Diema Family      |        |
| Bandera de Mozambique · Bandera de Angola     | ZAP Novelas       |        |
| Bandera de Kazajistán                         | Astana TV         |        |
| Bandera de Honduras                           | Canal 11          |        |
| Bandera de Costa Rica                         | Teletica          |        |
| Bandera de Chile                              | TVN               |        |
| Bandera de Serbia                             | Pink              |        |
| Bandera de Colombia                           | Caracol           |        |
| Bandera de Paraguay                           | Telefuturo LaTele |        |
| Bandera de Rumania                            | PRO2              |        |
| Bandera de Lituania                           | LNK               |        |
| Bandera de la Unión de Naciones Suramericanas | Kanal D Drama     |        |
| Bandera de la Unión de Naciones Suramericanas | Pasiones          |        |
| Bandera de Nicaragua                          | Canal 4           |        |
| Bandera de Argentina                          | Telefe            |        |
| Bandera de Perú                               | Latina Televisión |        |
| Bandera de Uruguay                            | Canal 4           |        |
| Bandera de Panamá                             | TVN               |        |